# Арлесс
Арлесс (англ. Arless; ирл. Ard Lios) — деревня в Ирландии, находится на границах графств Лиишь (провинция Ленстер) и Карлоу на трассе N80. В 2 км к юго-востоку находится деревня Балликмойлер.